# Ronde van Frankrijk 2007/Negentiende etappe
De negentiende etappe van de Ronde van Frankrijk 2007 werd verreden op 28 juli 2007 tussen Cognac en Angoulême over een afstand van 55,5 kilometer. Deze etappe was een individuele tijdrit en zou de Tour beslissen. Winnaar van de etappe werd de Amerikaan Levi Leipheimer, Alberto Contador behield zijn gele trui.
Beste Nederlander werd Thomas Dekker als 11e op 2.54 van Leipheimer, Leif Hoste werd met zijn negende plaats de beste Belg.

## Verloop
Wim Vansevenant vertrok om 11:20 als eerste aan de tijdrit. Vansevenants landgenoot Leif Hoste zette als eerste een sterke tijd neer. De tijd van Hoste zou drie uur bovenaan blijven staan en de renner van Predictor - Lotto eindigde uiteindelijk als negende.
George Hincapie ging als eerste onder de tijd van Hoste, aan de streep was de Amerikaan 15 seconden sneller. De aandacht ging intussen uit naar de klassementsrenners. Vooral Levi Leipheimer was bezig aan een sterke tijdrit en hij verkleinde in het virtuele klassement zijn achterstand op Cadel Evans seconde voor seconde. Diezelfde Evans liep dan weer in op geletruidrager Alberto Contador, maar de Spanjaard had een marge van bijna 2 minuten.
Leipheimer, aan wie voor de start van de tijdrit nog niet veel aandacht was besteed, werd nu ook tot de kanshebbers op de eindzege gerekend. Leipheimer kwam na 1u20'44" over de streep, bijna 2 minuten sneller dan Vladimir Karpets, die daarvoor nog aan de leiding stond. Ook Cadel Evans was op weg naar de streep, maar de Australiër hield acht seconden over op Leipheimer en zou dus in ieder geval geen plaats meer zaken in de stand. Enkel Contador moest toen nog binnenkomen, maar ook hij hield stand. Van de voorsprong van 1'50" voor de start op Evans, hield hij op de streep nog 23 seconden over. Leipheimer had een achterstand van 31 seconden.
Contador behield het geel en leek daarmee ook eindwinnaar, met enkel nog de etappe naar Parijs te gaan. Ondanks het spannende verloop van de tijdrit en de kleine verschillen uiteindelijk in de top van het klassement veranderde er niets in de top-5. De grootste verliezer was bolletjestruidrager Mauricio Soler te noemen; de Colombiaan stond negende maar viel weg uit de top-10. Tom Boonen zou ook in de laatste etappe in het groen starten en de eerder genoemde Soler behield de leiding in het bergklassement.

### Tussenstanden

#### Eerste tussenstand
In Sigogne, na 17,5 km:
| No. | renner              | land             | ploeg               | tijd   |
| --- | ------------------- | ---------------- | ------------------- | ------ |
| 1   | Levi Leipheimer     | Verenigde Staten | Discovery Channel   | 19'35" |
| 2   | Cadel Evans         | Australië        | Predictor - Lotto   | op 14" |
| 3   | Alberto Contador    | Spanje           | Discovery Channel   | op 36" |
| 4   | Vladimir Karpets    | Rusland          | Caisse d'Epargne    | op 39" |
| 5   | Kim Kirchen         | Luxemburg        | T-Mobile Team       | op 41" |
| 6   | Carlos Sastre       | Spanje           | Team CSC            | op 43" |
| 7   | Jaroslav Popovytsj  | Oekraïne         | Discovery Channel   | op 46" |
| 8   | Mikel Astarloza     | Spanje           | Euskaltel - Euskadi | op 48" |
| 9   | José Iván Gutiérrez | Spanje           | Caisse d'Epargne    | op 49" |
| 10  | Chris Horner        | Verenigde Staten | Predictor - Lotto   | op 50" |

#### Tweede tussenstand
In St. Genis-d'Hiersac, na 35 km:
| No. | renner              | land             | ploeg               | tijd      |
| --- | ------------------- | ---------------- | ------------------- | --------- |
| 1   | Levi Leipheimer     | Verenigde Staten | Discovery Channel   | 39' 44"   |
| 2   | Cadel Evans         | Australië        | Predictor - Lotto   | op 35"    |
| 3   | Vladimir Karpets    | Rusland          | Caisse d'Epargne    | op 1' 13" |
| 4   | Jaroslav Popovytsj  | Oekraïne         | Discovery Channel   | op 1' 28" |
| 5   | Alberto Contador    | Spanje           | Discovery Channel   | op 1' 29" |
| 6   | José Iván Gutiérrez | Spanje           | Caisse d'Epargne    | op 1' 44" |
| 7   | Óscar Pereiro       | Spanje           | Caisse d'Epargne    | op 1' 45" |
| 8   | Mikel Astarloza     | Spanje           | Euskaltel - Euskadi | op 1' 46" |
| 9   | Kim Kirchen         | Luxemburg        | T-Mobile Team       | op 1' 50" |
| 10  | George Hincapie     | Verenigde Staten | Discovery Channel   | op 1' 57" |

#### Derde tussenstand
In Point Média, na 50,1 km:
| No. | renner              | land             | ploeg               | tijd      |
| --- | ------------------- | ---------------- | ------------------- | --------- |
| 1   | Levi Leipheimer     | Verenigde Staten | Discovery Channel   | 57'14"    |
| 2   | Cadel Evans         | Australië        | Predictor - Lotto   | op 51"    |
| 3   | Vladimir Karpets    | Rusland          | Caisse d'Epargne    | op 1' 46" |
| 4   | Jaroslav Popovytsj  | Oekraïne         | Discovery Channel   | op 1' 50" |
| 5   | Alberto Contador    | Spanje           | Discovery Channel   | op 2' 09" |
| 6   | José Iván Gutiérrez | Spanje           | Caisse d'Epargne    | op 2' 19" |
| 7   | George Hincapie     | Verenigde Staten | Discovery Channel   | op 2' 25" |
| 8   | Óscar Pereiro       | Spanje           | Caisse d'Epargne    | op 2' 26" |
| 9   | Mikel Astarloza     | Spanje           | Euskaltel - Euskadi | op 2' 36" |
| 10  | Leif Hoste          | België           | Predictor - Lotto   | op 2' 37" |

## Uitslag
| rang | renner              | land             | ploeg               | tijd       |
| ---- | ------------------- | ---------------- | ------------------- | ---------- |
| 1    | Levi Leipheimer     | Verenigde Staten | Discovery Channel   | 1u 02' 44" |
| 2    | Cadel Evans         | Australië        | Predictor - Lotto   | op 51"     |
| 3    | Vladimir Karpets    | Rusland          | Caisse d'Epargne    | op 1' 56"  |
| 4    | Jaroslav Popovytsj  | Oekraïne         | Discovery Channel   | op 2' 01"  |
| 5    | Alberto Contador    | Spanje           | Discovery Channel   | op 2' 18"  |
| 6    | José Iván Gutiérrez | Spanje           | Caisse d'Epargne    | op 2' 27"  |
| 7    | George Hincapie     | Verenigde Staten | Discovery Channel   | op 2' 33"  |
| 8    | Óscar Pereiro       | Spanje           | Caisse d'Epargne    | op 2' 36"  |
| 9    | Leif Hoste          | België           | Predictor - Lotto   | op 2' 48"  |
| 10   | Mikel Astarloza     | Spanje           | Euskaltel - Euskadi | op 2' 50"  |

## Algemeen klassement
| rang | renner             | land             | ploeg               | tijd        |
| ---- | ------------------ | ---------------- | ------------------- | ----------- |
| 1    | Alberto Contador   | Spanje           | Discovery Channel   | 87u 09' 18" |
| 2    | Cadel Evans        | Australië        | Predictor - Lotto   | op 23"      |
| 3    | Levi Leipheimer    | Verenigde Staten | Discovery Channel   | op 31"      |
| 4    | Carlos Sastre      | Spanje           | Team CSC            | op 7' 08"   |
| 5    | Haimar Zubeldia    | Spanje           | Euskaltel - Euskadi | op 8' 17"   |
| 6    | Alejandro Valverde | Spanje           | Caisse d'Epargne    | op 11' 37"  |
| 7    | Kim Kirchen        | Luxemburg        | T-Mobile Team       | op 12' 18"  |
| 8    | Jaroslav Popovytsj | Oekraïne         | Discovery Channel   | op 12' 30"  |
| 9    | Mikel Astarloza    | Spanje           | Euskaltel - Euskadi | op 14' 14"  |
| 10   | Óscar Pereiro      | Spanje           | Caisse d'Epargne    | op 14' 25"  |

## Strijdlust
In de tijdrit werd er geen prijs van de strijdlust toegekend.
Proloog ·
1e etappe ·
2e etappe ·
3e etappe ·
4e etappe ·
5e etappe ·
6e etappe ·
7e etappe ·
8e etappe ·
9e etappe ·
10e etappe ·
11e etappe ·
12e etappe ·
13e etappe ·
14e etappe ·
15e etappe ·
16e etappe ·
17e etappe ·
18e etappe ·
19e etappe ·
20e etappe
Startlijst · Eindstanden · Afbeeldingen